# Christian Henríquez
Christian Antonio Henríquez Escobedo (Valparaíso, 4 de mayo de 1978) es un humorista y artista circense chileno. Ha desarrollado una carrera en televisión como comediante, a través de personajes como «Ruperto» y a sus imitaciones a personajes públicos en el programa Morandé con compañía. En el Festival de Viña de 2006, Ruperto logró flechar al público con su rutina obteniendo un peak de sintonía de 74,2, transformándose en el mayor índice de audiencia en la historia del certamen internacional.

## Carrera
Comenzó su carrera como artista en el circo "Los Mazzini". En octubre de 2005, fue descubierto por productores de Kike 21 —empresa productora de Kike Morandé— e invitado a participar en el programa Morandé con compañía. No aceptó de inmediato, y luego de ser insistido por un mes, aceptó la oferta. Su personaje «Ruperto», un simpático borracho caracterizado por tambalearse en sus rutinas, obtuvo un éxito rotundo en el programa, que lo llevó a ser parte del elenco permanente.
Es por ese mismo éxito que logró llevar su rutina al Festival del Huaso de Olmué, y en febrero de 2006, al Festival Internacional de la Canción de Viña del Mar, donde marcó 75 puntos de índice de audiencia.
Actualmente posee su propio circo llamado El Gran Circo de Ruperto el cual viaja por las ciudades de Chile mostrando su simpatía y encanto junto a sus profesionales  artistas lo que hace que el público disfrute de un gran momento.

## Personajes
- Ruperto (Personaje creado e interpretado hace más de 45 años por Segundo Tello Ormazabal Chanchulin Cachencho)
- Rupertina
- Gitano Melolailo
- Chantolfo - Sebastián Jiménez
- Kikín - "Kike" Morandé
- Melón - (Originalmente creado e interpretado por Gigi Martin, como parte de la dupla "Melón y Melame")
- Maikel Pérez Jackson - Michael Jackson
- Fran Jodia-Huidobro - Francisca García-Huidobro
- Anémico - Américo
- Leo Pejerrey - Leo Rey
- El patrón del pan - Pablo Emilio Escobar Gaviria
- Marsismo Lagos - Marcelo Lagos
- Joshe - José Luis Bibbó
- El Shileno
- Feliciano Alegría
- Luismi-Gel' - Luis Miguel
- De Mundo - Di Mondo
- El Abuelo Lulo
- La Botín